# 南里琢一
南里 琢一（なんり たくいち、1859年3月4日（安政6年1月30日）- 1938年（昭和13年）4月14日）は、明治から大正期の政治家。衆議院議員、佐賀県小城郡芦刈村長。

## 経歴
肥前国小城郡川越村（佐賀県小城郡浜枝川村、芦刈村、芦刈町川越を経て現小城市芦刈町浜枝川川越）で、小城藩士・南里俊八の長男として生まれる。小城藩校興譲館で学び、さらに川副二水に師事し漢学を修めた。農業を営み、地域の産業振興に尽力した。
2代刈芦村長に就任し13年間在任した。小城郡会議員、同参事会員、佐賀県会議員、西芦刈水利組合議員なども務めた。松田正久の側近として活動し、立憲政友会佐賀県支部長を務めた。
1915年（大正4年）3月の第12回衆議院議員総選挙に佐賀県郡部から政友会所属で出馬して初当選。その後、第14回総選挙まで再選され、政友本党に所属し衆議院議員に連続3期在任した。

## 国政選挙歴
- 第12回衆議院議員総選挙（佐賀県郡部、1915年3月、立憲政友会）当選[8]
- 第13回衆議院議員総選挙（佐賀県郡部、1917年4月、立憲政友会）当選[9]
- 第14回衆議院議員総選挙（佐賀県第4区、1920年5月、立憲政友会公認）当選[10]